# WAC Corporal

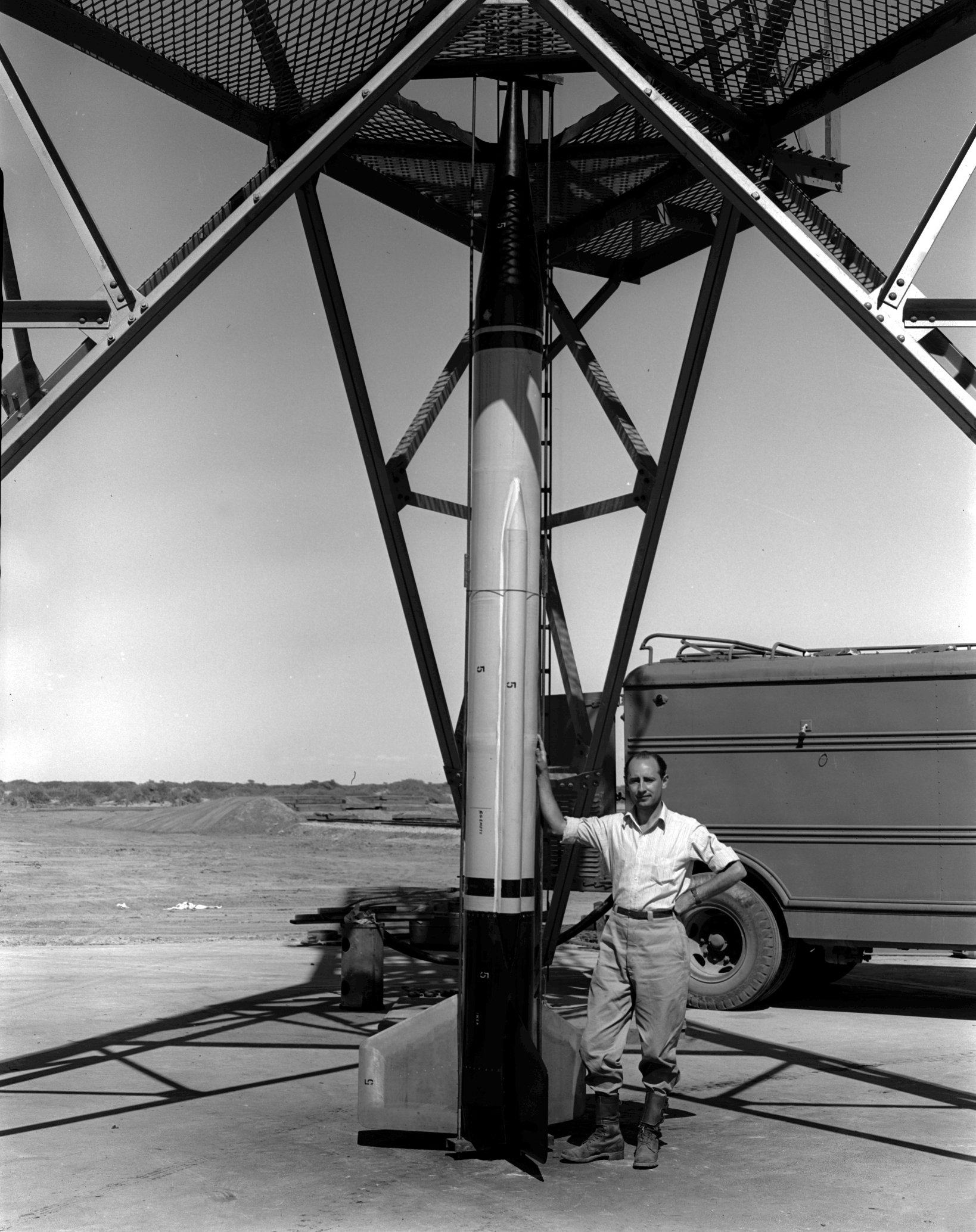
WAC Corporal

WAC oder WAC Corporal ist die Bezeichnung der ersten in den USA entwickelten Höhenforschungsrakete. Die Herkunft des Namens WAC ist nicht endgültig geklärt. Sie könnte für „Without Attitude Control“ stehen, weil die Rakete über keine Lageregelung verfügte. Daneben gibt es Quellen, nach denen WAC für „Women's Army Corps“, dem weiblichen Hilfskorps der US-Armee stehen soll.
Die WAC war eine Flüssigkeitsrakete, welche rauchende Salpetersäure als Oxidator und eine Mischung aus Anilin und Furfurylalkohol als Treibstoff verwendete. Zum Start benutzte die WAC eine Feststoffrakete. Die ungesteuerte WAC wurde am 27. September 1945 zum ersten Mal und am 12. Juni 1947 zum letzten Mal gestartet. Allerdings wurde sie ab 1949 als Oberstufe der Bumper verwendet. Die WAC hatte eine Startmasse von 658 kg, einen Durchmesser von 0,31 m und eine Länge von 7,34 m. Ihre Gipfelhöhe betrug 75 km.